# Crypsirina
Crypsirina là một chi chim trong họ Corvidae.

## Các loài
- Crypsirina temia: Từ miền nam Myanmar qua Thái Lan, Đông Dương tới Indonesia (Java và Bali).
- Crypsirina cucullata: Đặc hữu Myanmar.